# 福斯警匪頻道 (亞洲)
福斯警匪頻道（英語：Fox Crime）為福斯傳媒集團旗下的一個於亞洲放送有關調查罪案或與罪案相關的娛樂頻道。本頻道於2012年9月取代印度的FOX Crime，而印度的FOX Crime於2015年4月因收視低迷而停止播送和马来西亚的FOX Crime於2018年6月因收視低迷而停止播送。亚洲国际版本已于2021年10月1日停播。

## 首播影集
以下譯名以香港為主
- 100 Centre Street（英语：100 Centre Street）
- 希治閣劇場（英语：Alfred Hitchcock Presents）（台譯：希區考克劇場）
- 美式懸罪
- 美國犯罪故事[a]
- 流氓幹探（英语：Backstrom (TV series)）
- 法証女王
- 尋骨線索
- 絕命警探（英语：Bosch (TV series)）
- Brotherhood（英语：Brotherhood (U.S. TV series)）
- 特務黑名單
- 神祕召喚
- 芝加哥風雲（英语：The Chicago Code）
- 妙探雙雄
- CSI犯罪現場
- CSI犯罪現場：邁阿密
- CSI犯罪現場：紐約
- 夢魘殺魔
- 流氓律師
- 黑白無間道（英语：Gang Related (TV series)）
- 棕櫚湖幹探（英语：The Glades (TV series)）
- 奪命島（英语：Harper's Island）
- 驚殺／謀殺（英语：The Killing (U.S. TV series)）
- 完美搭檔／金麥偵探社（英语：King & Maxwell）
- 法網遊龍
- 法網遊龍：犯罪動機（英语：Law & Order: Criminal Intent）
- 迴轉幹探（英语：Life on Mars (U.S. TV series)）
- 反腐先鋒
- 讀心者（台譯：靈聽）
- 路瑟警探
- 黑幫實錄：紐約篇
- 心計
- 神經妙探
- 英式謀殺事件／謀殺（英语：Murder (TV series)）
- 重返犯罪現場
- 律師本色
- 罪案第六感（英语：Perception (U.S. TV series)）
- 頭號嫌犯1973（英语：Prime Suspect 1973）
- 逃
- 零感應妙探
- 臥地情劫（英语：Rogue (TV series)）
- 律政狂鯊
- 導火一槍（英语：Shots Fired）[b]
- 記憶編織者
- 洛城第一女警長（英语：Tommy (TV series)）
- 雙峰
- 墮落都市（英语：Wicked City (TV series)）

## 相關
- Fox Crime
- 福斯傳媒集團
- 星空傳媒

## 備註
1. ↑  僅第1季，第2季起轉由FX首播。
2. ↑  該劇於香港等亞洲地區為在FOX首播後之重播，但在臺灣播出時因FOX上未安排上檔，故為首播，FOX+譯為《錯殺》。

## 外部連結
- 福斯警匪頻道的Facebook專頁
- FOX CRIME - 頻道 - now TV （页面存档备份，存于）（繁體中文）
- FOX CRIME - 全日節目表 - MOD （页面存档备份，存于）（繁體中文）
- FOX CRIME - 整周節目表 - MOD （页面存档备份，存于）（繁體中文）